# Il dottor Arrowsmith
Il dottor Arrowsmith (Arrowsmith ) è un romanzo dello scrittore statunitense Premio Nobel per la letteratura Sinclair Lewis, pubblicato in originale nel 1925, in Italia nel 1934 edito da Mondadori. Racconta la storia di un medico totalmente dedito alla ricerca scientifica e dei suoi tentativi di difendere il proprio impegno dai continui condizionamenti esterni.
Il libro vinse nel 1926 il Premio Pulitzer. Lo scrittore però rifiutò di riceverlo, spiegando che riteneva i premi letterari un pericolo per la libertà di espressione dello scrittore, e che considerava il Pulitzer uno dei peggiori in questo senso, richiedendo espressamente di conformare le opere ai "più elevati standard di comportamento ed umanità americana".
Nel 1931 dal libro fu tratto un film che nella versione originale conservò il titolo dell'opera letteraria mentre nel nostro paese fu modificato in Un popolo muore. La regia fu di John Ford che ricevette quattro nomination al premio Oscar.

## Trama
Martino Arrowsmith è sempre stato affascinato dai misteri del corpo umano, fin da quando ancora ragazzo era solito aiutare il vecchio medico del paese dove era nato. Ecco perché, terminato gli studi liceali, la strada della facoltà di medicina nell'università statale diventa il naturale trampolino di lancio per i suoi sogni di gloria. Qui le sue speranze trovano un forte stimolo negli insegnamenti del professor Gottlieb, specialista di microbiologia che nel mondo degli organismi unicellulari cerca la strada per la cura delle malattie più pericolose. L'impatto iniziale è poco incoraggiante, ma l'entusiasmo e le capacità di Martino hanno la meglio sulle diffidenze dell'austero insegnante, la cui passione per la ricerca ed il rigore si trasmettono con forza nell'allievo. Sono anche gli anni delle prime esperienze con l'altro sesso, e la relazione con la bella ma formale Madelina diventa presto una schermaglia tra due caratteri troppo distanti. Ecco perché l'incontro con la più spontanea e vitale Leora si trasforma a sua volta in un fidanzamento, in cui il giovane prova per la prima volta la gioia dell'unione tra anime affini. Complice l'alcol, per uscire dalla scomoda situazione Martino non trova di meglio che far incontrare le due ragazze, liberandosi così di Madelina, ma presto anche Leora è costretta a lasciarlo, richiamata a casa propria, nel Dakota del Nord. La tensione lasciata da questi eventi, unita a quella degli impegni universitari, porta il giovane ad una crisi nervosa, che lo spinge alla fuga ed al vagabondaggio. Un periodo confuso a cui mette termine recandosi a trovare Leora, incontrando l'ostilità della sua famiglia, convinta di avere a che fare con un avventuriero inaffidabile. La reazione di Martino è al solito istintiva, con un matrimonio lampo che mette i Tozer davanti al fatto compiuto, a cui comunque aggiunge un solenne impegno a rendersi degno di quell'unione. Tornato all'università, si applica con questo stimolo agli studi, terminandoli brillantemente, ed impegnandosi nel successivo periodo di pratica ospedaliera con la prospettiva di un impiego da medico condotto nel paese natale di Leora.
Nel frattempo il professor Gottlieb ha dovuto subire una serie di cocenti sconfitte, causate dalla propria irruenza ed incapacità di rapportarsi con un mondo in cui il lato commerciale conta più del rigore scientifico. Cacciato dalla cattedra, finisce per accettare un posto in un'azienda farmaceutica, per cui porta a termine una scoperta rivoluzionaria, che rischia di finire brevettata contro la sua esplicita volontà. A salvarlo dalla situazione arriva l'insperata offerta di un prestigioso centro di ricerca, in cui si affretta a trasferirsi. Di tutti questi sviluppi Martino è totalmente all'oscuro, essendosi trasferito in Nord Dakota, dove la dura vita del medico di campagna sembra assorbirlo totalmente, fino al giorno in cui una conferenza risveglia la sua anima di ricercatore. Il suo impegno nel campo dell'igiene pubblica trova però l'incomprensione dell'ambiente rurale, rendendo inevitabile lo spostamento in una località meno chiusa e provinciale, che si rivela a sua volta  problematica. E questo non solo per il carattere del direttore dell'ufficio di igiene locale, a dir poco bizzarro, quanto per l'avvenenza della sua figlia maggiore, a cui Martino non riesce a resistere, minacciando il proprio matrimonio. Ma ancora una volta è l'incapacità di piegarsi alle esigenze politiche che costringe la famiglia Arrowsmith ad una nuova partenza, che li porta a Chicago, dove Martino ottiene un buon impiego in una splendida struttura privata. Una soluzione che accontenterebbe qualunque medico, ma non il dottor Arrowsmith. E così, dopo aver ricevuto da parte del dottor Gottlieb un invito a lavorare presso la struttura di ricerca che lo ospita, la sua natura di scienziato si desta istantaneamente, imponendogli l'abbandono della comoda posizione.
A New York finalmente Martino trova il suo ambiente naturale, e si mette al lavoro con un entusiasmo che nemmeno l'entrata in guerra del proprio paese diminuisce. Una scoperta importante sembra finalmente ripagare il suo impegno, un misterioso agente capace di colpire e debellare alcuni batteri patogeni. Ma l'entusiasmo svanisce di colpo con la notizia di essere stato preceduto da un collega francese dell'Istituto Pasteur; passata la delusione, si rimette al lavoro per svilupparne una cura, scegliendo come obiettivo la peste. Così, quando una grave epidemia colpisce una piccola isola caraibica, Martino viene inviato con il fido Sondelius per mettere alla prova il proprio ritrovato, seguito anche da Leora, desiderosa di condividere il destino del marito in questa rischiosa impresa. Ed in effetti i tre si ritrovano presto in una situazione di grave pericolo, anche per l'incapacità delle autorità locali di far fronte alla crisi. Tocca al vulcanico Sondelius rimettere ordine e dare il via alle misure necessarie, mentre Martino si ritrova a lottare tra le necessità contrastanti della propria sperimentazione e la volontà di alleviare le sofferenze della popolazione. Decide di proseguire nella strada del rigore, malgrado la morte dell'amico, e si sposta in una zona isolata per poter lavorare tranquillamente, dove incontra Joyce Lanyon, una donna al cui fascino non riesce a rimanere insensibile. Cosa che rende ancora più straziante la scoperta di aver perduto anche Leora, uccisa dalla peste in sua assenza, e guidato dalla disperazione abbandona la sperimentazione per occuparsi solamente della cura delle persone. Debellata finalmente l'epidemia, al suo ritorno in patria viene acclamato come salvatore, rendendo ancora più amara la consapevolezza di aver fallito come scienziato, a cui reagisce immergendosi nuovamente nello studio e nella ricerca. Ritrovata l'affascinante e ricchissima Joyce, si lascia trascinare in un mondo a lui alieno, scoprendo dopo il matrimonio di dover venire a patti con una quantità di nuove convenzioni. L'amore però non basta a cancellare una vocazione così potente, e nemmeno la nascita di un figlio può fare molto contro la sua natura di scienziato. Martino si ribella ad una vita da perfetto gentleman, preferendo la libertà di un laboratorio sperduto nel nulla ad un destino confortevole ma futile.

## Personaggi
- Martino Arrowsmith. Sospinto dall'entusiasmo per la scienza e le sue grandi promesse, si getta nella ricerca con tutto il vigore della gioventù, per scoprire col tempo quanto sia difficile conciliare rigore e compassione. E quanto la vita dello scienziato possa essere esigente e povera di soddisfazioni.
- Max Gottlieb. Votato totalmente al rigore e alla precisione del laboratorio, è l'esempio dell'uomo inflessibile, che fallisce regolarmente ogni qual volta si ritrova ad affrontare le convenzioni sociali.
- Leora Tozer. Giovane donna che nella dedizione all'uomo che ama è disposta a sacrificarsi totalmente, domandando solo il minimo di fedeltà che il suo modesto orgoglio richiede.
- Gustavo Sondelius. Personaggio dotato di una vitalità sfrenata, coraggioso ed allo stesso tempo capace di compassione ed impegno totale, anche se non sempre coerente nei mezzi con i fini.
- Angus Pickerbaugh. Uomo di fede che ha messo a disposizione della causa della salute pubblica la propria smisurata eloquenza, che rende superflua qualsiasi competenza medica. Un ciarlatano di grande successo che nella politica trova naturalmente la via perfetta per la propria affermazione.

## Genesi dell'opera e contenuti
Sinclair Lewis, dopo aver ottenuto un lusinghiero successo con la pubblicazione di La via principale e Babbitt, aveva inizialmente in mente un'opera incentrata sulla figura del sindacalista Eugene Debs. Furono i suoi amici Henry Mencken e Morris Fishbein a dargli l'idea di affrontare il tema del mondo scientifico medico, e nacque così il personaggio di Martino Arrowsmith, figura di medico idealista votato al rigore della ricerca, che per questo è costretto a doversi continuamente difendere da un mondo orientato da logiche commerciali. L'argomento era inedito per la letteratura all'epoca, e costituì un precedente che fornì spunti ed ispirazioni a generazioni di studenti e medici. La scelta di un protagonista così fortemente caratterizzato fu probabilmente anche legata alla volontà di presentare un personaggio meno controverso e con cui pubblico e critica potessero identificarsi con più facilità rispetto ai protagonisti delle sue opere precedenti. Nella propria presentazione biografica rilasciata in occasione del Nobel, Lewis manifestò comunque la propria preferenza per il personaggio di Gustavo Sondelius.
Come consulente per le questioni scientifiche Lewis contattò il microbiologo Paul de Kruif, che accettò di aiutare lo scrittore, contribuendo in modo sostanziale all'opera, ed insieme si spinsero anche in un viaggio nella zona caraibica, per conoscere da vicino i luoghi dove si svolge l'episodio cruciale dell'epidemia. De Kruif aveva da poco dovuto abbandonare un incarico presso l'Istituto Rockefeller per la ricerca medica, in seguito alla pubblicazione di un proprio scritto in cui criticava fortemente lo stato della medicina nel paese, e gli echi di questa polemica sono chiaramente presenti nel libro.

## Edizioni
- Sinclair Lewis, Il dottor Arrowsmith, traduzione di Lorenzo Gigli, 5ª ed., Arnoldo Mondadori Editore, maggio 1942  [1925].